# 石井街道 (西安市)
石井街道，是中华人民共和国陕西省西安市鄠邑区下辖的一个街道办事处，2020年由原石井镇撤镇设街道。

## 行政区划
石井镇下辖以下地区：
石东村、石中村、石西村、仝夏村、潘家堡村、辛力村、白云村、土门村、涝峪口村、下庄村、直峪口村、栗峪口村、站马村、栗新村、栗元坡村、阿姑泉村、潭峪口村、新兴村、蔡家坡村、皂新村、马家河村、曹堡村、柿元村、朱家堡村、冯官寨村、曲峪河村、潭峪河村、纸房村、教场村、永兴村、郭清村、永联村、沙窝村、西河村和八里坪村。